# Сизикова (Свердловская область)
Сизикова — деревня в Пригородном районе Свердловской области России. Входит в муниципальный округ Горноуральский, управляется Южаковской территориальной администрацией.
Ранее входила в состав Мурзинского сельсовета Пригородного района.

## Географическое положение
Деревня Сизикова расположена в 68 километрах к юго-востоку от Нижнего Тагила (в 87 километрах по дорогам), на левом берегу реки Ямбарки, напротив устья её правого притока — реки Третьяковки. Сама деревня и левый берег Ямбарки в целом расположены на полях, на противоположном берегу — лес. Деревня находится к югу от старинного уральского села Мурзинка. Выше по течению Ямбарки и южнее деревни Сизиковой находится соседняя деревня Зырянка.
В 3-4 километрах от деревни Сизиковой находятся старинные самоцветные копи: Ферсмановские, Стаканница и Сарафанница — геологические и исторические памятники природы, место добычи самоцветных камней в XVIII—XIX веках. 
Главная достопримечательность самой деревни — старый родник инока Тарасия, монаха, когда-то жившего здесь.
Неподалёку (в нескольких километрах к северу) проходит автодорога местного значения Николо-Павловское — Петрокаменское — Алапаевск.

## Население
| 2002 | 2010 | 2021 |
| ---- | ---- | ---- |
| 77   | ↘49  | ↘46  |